# 3C 58
3C 58 はカシオペヤ座の方向、天の川銀河内の約1万光年の位置にあるパルサー及び超新星残骸である。

## 冷却問題
3C 58 は、1181年に観測された超新星SN 1181で誕生したと考えられてきた。
その一方で、中性子星の表面温度が30万K以下（質量の推定によっては15万K以下）しかなく、観測された中性子星の中で最も低温である(2002年時点)。現在の中性子冷却の理論からは、800年余りでここまで冷えることは考えられない。そのため、いくつかの仮説がある。

### クォーク星
クォークが裸の状態で存在するクォーク星である可能性が示唆されている。中性子物質からクォーク物質への変換にエネルギーが消費されたため温度が下がったという仮説である。

### ニュートリノ冷却
内部の特異な条件によって大量のニュートリノが放出されることでエネルギーが放出され、冷却されているという仮説が立てられている。

### 実際は数千歳
単に、SN1181とは関連がなく、もっと古いという説もある。超新星残骸の膨張速度からは、約7100年（誤差が大きいが5900年 - 9100年）あるいは5400年という年齢が得られている。
詳細な観測から、SN1181で誕生したのは3C 58ではなく、IRAS 00500+6713であると2022年現在では考えられている。